# Ronald Sukenick
Œuvres principales
- Up

Ronald Sukenick, né le 14 juillet 1932 dans le quartier de Brooklyn à New York et mort le 22 juillet 2004  à New York, est un écrivain américain, théoricien de la littérature américaine. Il étudie à l'université Cornell et obtient un doctorat de littérature anglaise à l'université Brandeis. Il est le fondateur et l'éditeur de l’American Book Review et participe à la création de The Fiction Collective.

## Œuvres traduites en français

### Roman
- Up, Champ libre, 1973 ((en) Up, 1968)Réédition, Al Dante, 2006

### Nouvelle
- DisPerSion, 2014 ((en) Verticals and Horizontals, 1975)Parue dans la revue Galaxies no 32

## Récompenses
- L'American Book Award en 2000
- Le Morton Zabel Prize de l’Académie américaine des arts et des lettres en 2002